# بروكس فوستر
بروكس فوستر (بالإنجليزية: Brooks Foster)‏ هو لاعب كرة قدم أمريكية أمريكي، ولد في 9 يونيو 1986 في بويلينغ سبرينغز في الولايات المتحدة.

## وصلات خارجية
- بروكس فوستر على موقع كلية كرة السلة في سبورتس رفرنس.كوم (الإنجليزية)
- بروكس فوستر على موقع مرجع كرة القدم المحترفة.كوم (الإنجليزية)